# Союз ради надежды
«Союз ради надежды» (исп. Unión por la Esperanza; UNES) — левоцентристская политическая коалиция в Эквадоре, образованная в 2020 году под руководством бывшего президента Рафаэля Корреа. Включает центристские и левые политические группы. Движение демократического центра является официальной политической партией, указанной в избирательных бюллетенях, поддерживающей вместе с различными социальными группами, провинциальными движениями и Гражданским революционным движением кандидатуру в президенты Андреса Арауса Галарса на президентских выборах 2021 года. Кроме этого, на проходящих одновременно парламентских выборах 2021 года в нескольких провинциях были сформированы альянсы с местными движениями, распределившие кандидатуры между коалиционными политическими силами; в итоге, «Союз ради надежды» получил более 2 миллионов (31,65 %) голосов.

## Формирование коалиции
7 апреля 2020 года в ходе неоднозначного судебного процесса лидер движения «Гражданская революция» и экс-президент от Альянса ПАИС Рафаэль Корреа был осуждён за взяточничество по делу о коррупции в 2012—2016 годах и приговорён к 8 годам тюремного заключения и 25 годам запрета на занятие государственных должностей, что сделало невозможным его участие в выборах 2021 года. Аналогичным образом, Национальный избирательный совет исключил из списка участвующих партий движение Сила социального компромисса (Movimiento Fuerza Compromiso Social, FCS) на основании отчёта, выпущенного генеральным контролёром штата, который предупредил о нарушениях с подписями его сторонников на избирательном участке, время их регистрации, что сделало невозможным участие движения в президентских выборах 2021 года. Корреа и его сторонники, рассматривая эти действия как политические преследования, продолжили попытки оформиться как легальная политическая сила, допущенная к участию в выборах.
В августе 2020 года из-за приостановки деятельности партии Корреа была формирована коалиционная платформы Союз ради надежды вместе с Движением демократического центра бывшего префекта провинции Гуаяс Джимми Джайрала. Коалиция выдвинула кандидатуру Андреса Арауса на пост президента, а Рафаэля Корреа в качестве его напарника на пост вице-президента. Однако кандидатура Корреа была отклонена Национальным избирательным советом, поскольку Корреа находился за пределами страны и проживал в Бельгии. Коалиция выдвинула кандидатов в Национальное собрание и Андский парламент под эгидой Движения демократического центра.

## Состав коалиции
- Движение демократического центра (национальная партия)
- Движение Сила социального компромисса (аннулировано Национальным избирательным советом)
- Гражданское революционное движение (аннулировано Национальным избирательным советом)
- Постоянный форум эквадорских женщин
- Конфедерация крестьянских коренных народов и организаций Эквадора (FEI)
- Сельская и производительная сила (FRP)
- Национальная коалиция за Родину (CNP)
- Национальный патриотический фронт (FPN)
- Гражданский коллектив Южных народов[8][9]